# Осек (Староґардський повіт)
Осек (пол. Osiek, нім. Ossiek) — село в Польщі, у гміні Осек Староґардського повіту Поморського воєводства.
Населення — 872 особи (2011).
В Осеку знаходиться реабілітаційний осередок "Добрий Брат". Станом на 2019 р. осередок прийняв вже десять груп поранених українських бійців з російсько-української війни.

## Демографія
Демографічна структура станом на 31 березня 2011 року:
|          | Загалом | Допрацездатний вік | Працездатний вік | Постпрацездатний вік |
| -------- | ------- | ------------------ | ---------------- | -------------------- |
| Чоловіки | 428     | 86                 | 292              | 50                   |
| Жінки    | 444     | 68                 | 268              | 108                  |
| Разом    | 872     | 154                | 560              | 158                  |